# Antonio Cañero
Antonio Cañero (Còrdova, 1 de gener de 1885 - 21 de febrer de 1952) va ser un rellonejador espanyol. Les seves feines amb rejón van suposar el renaixement d'un art oblidat durant molt de temps en benefici del toreig a peu.

## Biografia
Antonio Cañero era fill d'un professor d'equitació. També ell va ensenyar l'equitació, però a l'Exèrcit, on seria capità de Cavalleria. Va ser a conseqüència del triomf que va obtenir a Madrid el 14 d'octubre de 1921, durant una corrida patriòtica, per la qual cosa es va decidir a convertir-se en torero professional, amb una interpretació única de la tauromàquia a cavall.
Abans, en efecte, havia participat en nombrosos concursos eqüestres i havia aconseguit diversos premis de renom a França, Espanya i Portugal.
Encara que els seus primers escarceos en el món de la tauromàquia es remuntin a l'any 1913, quan s'anunciava la seva presència com torero a peu en diversos festivals taurins, no serà fins més endavant quan adopti un nou paper a cavall. Els seus veritables començaments, doncs, com a rellonejador professional daten de 2 de setembre de 1923.
Durant els actes de revolta del cop d'estat de 1936 que va donar origen a la Guerra Civil Espanyola, Antonio Cañero es va convertir en el referent d'una agrupació de voluntaris de caràcter feixista compost pels cavallistes de la capital, capatassos i aperadors de les grans finques. L'Esquadró de Cañero va perpetrar ajusticiaments a Almodóvar del Río així com l'"alliberament" de Montemayor, Nueva Carteya i Baena com a part de la columna manada pel coronel Sáenz de Buruagala. En la coneguda "neteja de la serra" se li van imputar un nombre considerable d'afusellaments "sense més explicacions", així com de "tirotejar amb fusells de munteria als presos de la Presó d'Antequera".

## La seva carrera
El món de la tauromàquia deu el renaixement del relloneig, el toreig a cavall, a la figura d'Antonio Cañero, un art que ell va sistematitzar. No obstant això, aquesta forma de toreig mor amb ell durant els anys 1930 i l'arribada de la Guerra civil espanyola. Caldrà esperar a l'arribada de Álvaro Domecq Díez o de Conchita Cintrón perquè la corrida de rejón trobi altres intèrprets i els favors del públic.
L'1 de novembre de 1925, va participar en París en un espectacle eqüestre únic, però la seva notorietat va decaure ràpidament per Europa. Va resultar ferit en la plaça de toros de Bilbao i va intentar rellançar la corrida espanyola (amb la mort del toro en públic) a Portugal, on aquesta pràctica estava prohibida des de començaments del segle xx. Després d'un triomf sense precedents a la Ciutat de Mèxic en 1927, a poc a poc la seva figura s'anirà apagant i apareixerà més rarament en els cartells, fins a 1935, data en la qual es va retirar definitivament de les places de toros.

## Musidora

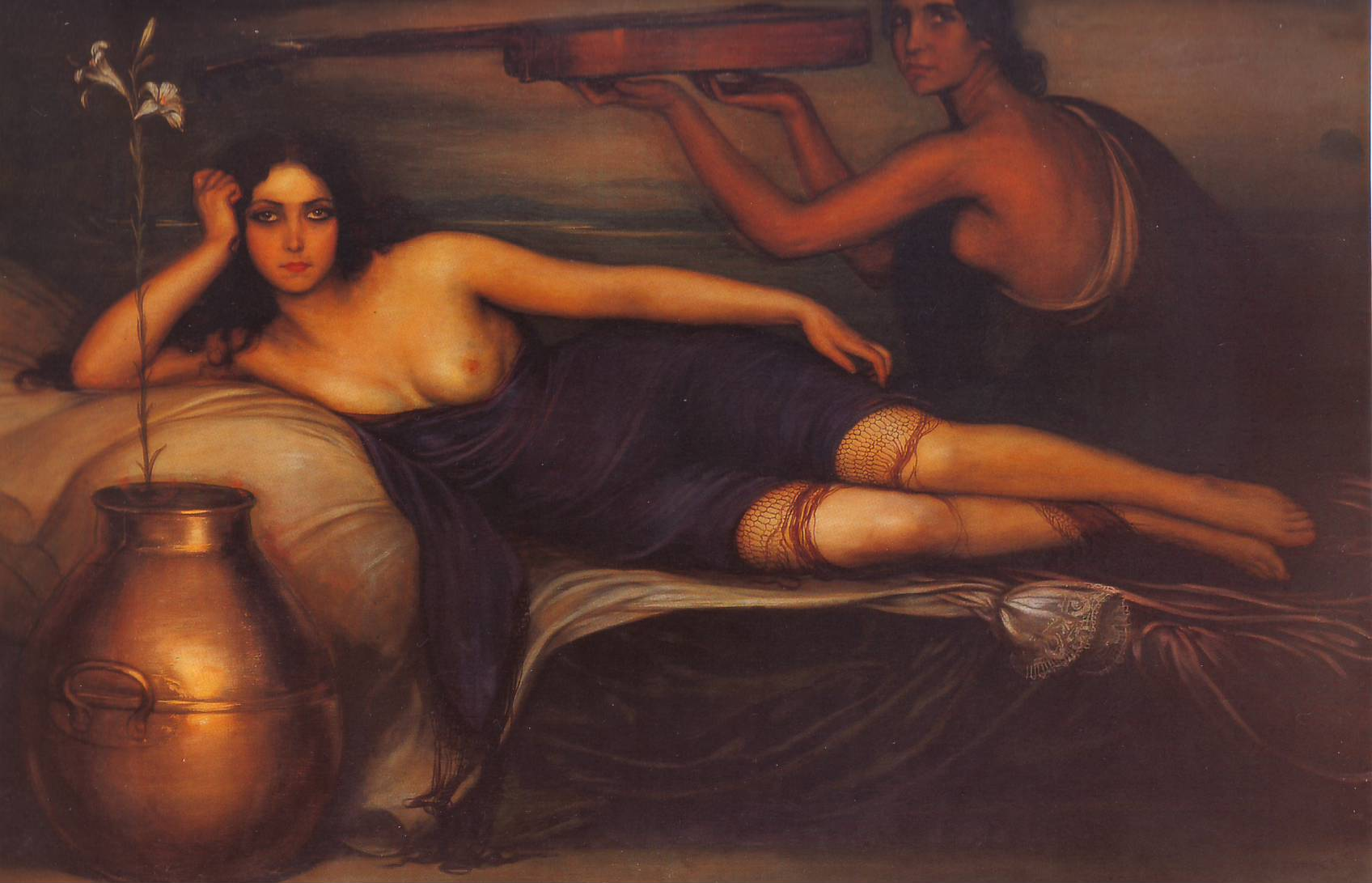
Musidora (1921), de Julio Romero de Torres, Museu Nacional de Belles Arts de Buenos Aires. intura protagonitzada per l'actriu Jeanne Roques, pintada cap a 1921 i exposada en la galeria argentina en 1922. La guitarra -en segon pla- apareix callada, aixecada, a manera d'escopeta.

Va ser coneguda la relació entre el torero cordovès Antonio Cañero i l'actriu francesa Jeanne Roques, Musidora. L'actriu va arribar a Espanya en 1921 amb un contracte de tres mesos per a actuar en el Teatre de la Comèdia de Madrid. Per intermediació de la cupletista Raquel Meller, esposa de l'escriptor guatemalenc Enrique Gómez Carrillo, l'actriu coneix al pintor cordovès Julio Romero de Torres, que la plasma en més d'un quadre aquest mateix any. És en el cercle de Romero de Torres en el qual coneix al rellonejador Antonio Cañero, un ric hisendat. L'actriu va estar cinc anys en sòl espanyol, per a tornar a París en 1926. Tres de les seves pel·lícules aborden el seu pas per Espanya: Une aventure de Musidora en Espagne, Soleil et ombre i La tierra de los toros.